# Đội tuyển bóng đá quốc gia Guam
Đội tuyển bóng đá quốc gia Guam là đội tuyển cấp quốc gia của Guam do Hiệp hội bóng đá Guam quản lý.

## Thành tích quốc tế

### Giải vô địch bóng đá thế giới
- 1930 đến 1998 - Không tham dự
- 2002 - Không vượt qua vòng loại
- 2006 đến 2010 - Bỏ cuộc
- 2014 - Không tham dự
- 2018 đến 2026 - Không vượt qua vòng loại

### Cúp bóng đá châu Á
- 1956 đến 1992 - Không tham dự
- 1996 đến 2004 - Không vượt qua vòng loại
- 2007 đến 2011 - Không tham dự
- 2015 - Không vượt qua vòng loại
- 2019 - Bỏ cuộc
- 2023 đến 2027 - Không vượt qua vòng loại

### Giải vô địch bóng đá Đông Á
- 2003 - Hạng 8
- 2005 - Hạng 8
- 2008 - Hạng 9
- 2010 - Hạng 7
- 2013 - Hạng 7

### Cúp Challenge AFC
- 2006 - Vòng 1
- 2008 - Không vượt qua vòng loại
- 2010 đến 2012 - Vòng 1
- 2014 - Không vượt qua vòng loại

## Đội hình
Đội hình 24 cầu thủ được triệu tập cho Vòng loại World Cup 2022 khu vực châu Á lần lượt gặp Trung Quốc, Syria và Philippines vào các ngày 30 tháng 5, 7 tháng 6 và ngày 11 tháng 6 năm 2021.

Số liệu thống kê tính đến ngày 11 tháng 6 năm 2021 sau trận gặp Philippines.

| Số | VT | Cầu thủ                     | Ngày sinh (tuổi)  | Trận | Bàn | Câu lạc bộ                 |
| -- | -- | --------------------------- | ----------------- | ---- | --- | -------------------------- |
|    | TM | Dallas Jaye                 | 19 tháng 6, 1993  | 20   | 0   | Greenville Triumph         |
|    | TM | Sean Evans                  | 10 tháng 7, 1999  | 3    | 0   | Bank of Guam Strykers      |
|    |    |                             |                   |      |     |                            |
|    | HV | Travis Nicklaw              | 21 tháng 12, 1993 | 35   | 1   | Chattanooga Red Wolves     |
|    | HV | Alex Lee                    | 15 tháng 1, 1990  | 19   | 0   | Christos                   |
|    | HV | Justin Lee                  | 15 tháng 1, 1990  | 18   | 1   | Christos                   |
|    | HV | Isiah Lagutang              | 3 tháng 8, 1997   | 11   | 1   | Bank of Guam Strykers      |
|    | HV | Nate Lee                    | 6 tháng 5, 1994   | 11   | 0   | Frederick                  |
|    | HV | Ryan Quitugua               | 26 tháng 8, 1997  | 5    | 0   | Rovers                     |
|    | HV | Shane Healy                 | 3 tháng 7, 1998   | 2    | 0   | Bank of Guam Strykers      |
|    | HV | Morgan McKenna              | 16 tháng 1, 2003  | 0    | 0   | Manhoben Lalåhi            |
|    |    |                             |                   |      |     |                            |
|    | TV | Jason Cunliffe (Đội trưởng) | 23 tháng 10, 1983 | 61   | 22  | Bank of Guam Strykers      |
|    | TV | Mark Chargualaf             | 3 tháng 1, 1991   | 36   | 0   | Rovers                     |
|    | TV | John Matkin                 | 20 tháng 4, 1986  | 28   | 2   | Cầu thủ tự do              |
|    | TV | Devan Mendiola              | 19 tháng 1, 1999  | 11   | 2   | Rovers                     |
|    | TV | Marlon Evans                | 3 tháng 8, 1997   | 8    | 0   | Bank of Guam Strykers      |
|    | TV | Kyle Halehale               | 3 tháng 6, 2002   | 8    | 0   | Manhoben Lalåhi            |
|    | TV | Leon Morimoto               | 18 tháng 12, 2001 | 3    | 0   | Temperley II               |
|    | TV | Eduardo Pedemonte Jr.       |                   | 1    | 0   |                            |
|    | TV | Nate Sablan                 | 10 tháng 8, 1993  | 0    | 0   | Rovers                     |
|    |    |                             |                   |      |     |                            |
|    | TĐ | Marcus Lopez                | 9 tháng 2, 1992   | 36   | 6   | Bank of Guam Strykers      |
|    | TĐ | Clayton Sato                | 20 tháng 7, 1999  | 3    | 0   | San Francisco State Gators |
|    | TĐ | Shawn Aguigui               | 13 tháng 8, 1996  | 1    | 0   | Vallejo Omega              |
|    | TĐ | Anthony Moon                | 14 tháng 10, 2001 | 1    | 0   | Red Wings                  |
|    | TĐ | Jacob McDonald              | 31 tháng 1, 2001  | 0    | 0   |                            |

### Triệu tập gần đây
Các cầu thủ dưới đây từng được triệu tập trong vòng 12 tháng.
| Vt | Cầu thủ           | Ngày sinh (tuổi)  | Số trận | Bt | Câu lạc bộ            | Lần cuối triệu tập    |
| -- | ----------------- | ----------------- | ------- | -- | --------------------- | --------------------- |
| TM | Sena Morimoto     |                   | 0       | 0  |                       | 2021 Training Camp    |
| TM | Alexander Stenson | 9 tháng 2, 2003   | 0       | 0  |                       | 2021 Training Camp    |
|    |                   |                   |         |    |                       |                       |
| HV | Shawn Nicklaw     | 15 tháng 4, 1989  | 35      | 2  | Cầu thủ tự do         | 2021 Training CampRET |
| HV | Takumi Ito        | 3 tháng 2, 2000   | 0       | 0  | Rovers                | 2021 Training Camp    |
| HV | Robert Niu        | 8 tháng 6, 2002   | 0       | 0  |                       | 2021 Training Camp    |
|    |                   |                   |         |    |                       |                       |
| TV | Ian Mariano       | 7 tháng 10, 1990  | 42      | 3  | Bank of Guam Strykers | 2021 Training Camp    |
| TV | Shane Malcolm     | 13 tháng 10, 1991 | 29      | 4  | Cầu thủ tự do         | 2021 Training Camp    |
| TV | Joey Ciochetto    | 22 tháng 10, 1996 | 3       | 0  | Temecula              | 2021 Training Camp    |
|    |                   |                   |         |    |                       |                       |
| TĐ | Dominic Perez     | 14 tháng 10, 1996 | 0       | 0  |                       | 2021 Training Camp    |